# ピーセズ・オブ・ア・ドリーム
ピーセズ・オブ・ア・ドリーム（Pieces of a Dream）は、スムーズジャズ/フュージョンで活躍しているグループ。
現在のメンバーは、オリジナル・メンバーであるジェイムス・ロイド (キーボード)とカーティス・ハーモン (ドラム)。
クワイエット・ストームを推進したグローヴァー・ワシントン・ジュニアの後継のグループとされる。

## 来歴
ペンシルベニア州フィラデルフィア出身のグループ。1975年の結成当時はタッチ・オブ・クラス（Touch Of Class）と名乗っていた。当時のメンバーはキーボードのジェイムス・ロイド、ベースのセドリック・ナポレオン、ドラムのカーティス・ハーモンの3人で、いずれも10歳代の若さだった。若さに反して音楽性は円熟味のあるものであり、早熟たるものである。1976年にグループ名をピーセズ・オブ・ア・ドリームと変えたのは、1975年発表のジャズ・サックス奏者スタンリー・タレンタインのアルバム『Pieces of a Dream』に由来する。
1979年にアトランティック・シティ・ジャズ・フィスティバルに出演し、同じく出演していたサックス奏者のグローヴァー・ワシントン・ジュニアの目に留まり、見出された。そして1981年ワシントンが当時在籍していたエレクトラ・レコードよりデビュー・アルバム『夢のかけら』を発表する。エレクトラで2枚のアルバムをリリース。1989年には、ソウル・シンガーのノーウッドをゲストに招き、ニュージャックスウィングのアルバム『'Bout Dat Time』を発表した。同アルバムからシングル・カットされた曲は、ソウル系のラジオ局のプログラムで、さかんにオンエアされた。ブルーノート/EMIに移り『Joyride』をリリースし、計7枚のアルバムを残す。この間に、セドリック・ナポレオンが友好的な関係を保ちながらメンバーから離れる。
2001年にヘッズ・アップと契約、25周年記念のアルバム『アクエインテッド・ウィズ・ザ・ナイト』をリリース。2019年リリースの『On Another Note』が最新アルバムとなっている。

## ディスコグラフィ

### スタジオ・アルバム
- 『夢のかけら』 - Pieces of a Dream (1981年、Elektra)
- 『ウィ・アー・ワン』 - We Are One (1982年、Elektra) ※旧邦題『渚に夢みる恋人たち』
- 『イマジン・ジス』 - Imagine This (1983年、Elektra)
- Joyride (1986年、EMI Manhatan)
- Makes You Wasnna (1988年、EMI Manhatan)
- 'Bout Dat Time (1989年、EMI USA)
- 『イン・フライト』 - In Flight (1992年、Startrak)
- Goodbye Manhattan (1995年、Blue Note)
- 『ピーセス』 - Pieces (1997年、Blue Note)
- Ahead to the Past (1999年、Blue Note)
- 『アクエインテッド・ウィズ・ザ・ナイト』 - Acquainted with the Night (2001年、Heads Up)
- Love's Silhouette (2002年、Heads Up)
- No Assembly Required (2004年、Heads Up)
- 『ピロー・トーク』 - Pillow Talk (2006年、Heads Up)
- Soul Instant (2009年、Heads Up)
- In the Moment (2013年、Shanachie)
- All In (2015年、Shanachie)
- Just Funkin' Around (2017年、Shanachie)
- On Another Note (2019年、Shanachie)

### コンピレーション・アルバム
- The Best of Pieces of a Dream (1996年、Blue Note)
- Sensual Embarace: The Soul Ballads (2001年、Blue Note)
- Sensual Embarace 2: More Soul Ballads (2004年、Blue Note)